# Асанович, Алёша
Алёша Аса́нович (хорв. Aljoša Asanović; 14 декабря 1965, Сплит, СФРЮ) — югославский и хорватский футболист, полузащитник, тренер.

## Карьера игрока

### Клубная
Родился в Сплите. Начинал карьеру в местном «Сплите», в 1984 году перешёл в «Хайдук». В 1987 году стал в его составе обладателем Кубка Югославии. В том розыгрыше турнира он забил два важных мяча: в ответном матче полуфинала его гол в ворота «Црвены звезды» позволил перевести игру в дополнительное время, которое закончилось нулевой ничьей. В серии пенальти хорватская команда одолела соперников. В финальной встрече против «Риеки» Асанович реализовал пенальти, открыв счёт в поединке. В основное время победитель выявлен не был, а в серии одиннадцатиметровых футболисты «Хайдука» снова оказались удачливее оппонентов и завоевали трофей.
В 1990 году игрок, считавшийся одним из лучших полузащитников югославского первенства, покинул хорватский клуб, перейдя во французский «Мец». В сезоне 1990/1991 в Лиге 1 Алёша сыграл 35 матчей и забил 13 голов, получив множество хвалебных отзывов от журналистов касательно своих выступлений. Уже в 1991 году Асанович перебрался в «Канн», который в то время представляли Зинедин Зидан и Луис Фернандес. Сумма трансфера составила 10 миллионов франков. Коллектив, несмотря на мощный состав, из-за плохого командного микроклимата, не смог показать убедительных результатов, вылетев из высшего дивизиона и дойдя лишь до второго раунда Кубка УЕФА, уступив на этой стадии московскому «Динамо». В 1992 году Асанович присоединился к «Монпелье». Поначалу в новом клубе полузащитник страдал от травм, но во втором сезоне набрал форму и помог команде выйти в финал Кубка Франции. За «Монпелье» Асанович сыграл 47 матчей и забил 10 голов во всех турнирах.
В 1994 году Асанович вернулся в «Хайдук». В сезоне 1994/1995 хорватская команда под руководством Ивана Каталинича завоевала чемпионат и кубок страны, а в Лиге чемпионов дошла до 1/4 финала, проиграв будущему триумфатору — амстердамскому «Аяксу». Алёша был одним из лидеров того коллектива и внёс весомый вклад в успехи клуба. Он принял участие в 33 матчах национального первенства, отличившись в них 8 раз. К тому же, именно его два гола в ворота «Легии» в рамках отбора в Лигу чемпионов позволили «Хайдуку» выйти в финальную часть соревнований. На групповом этапе его результативный удар на 88-й минуте выездной встречи с бухарестской «Стяуей» принёс хорватам победу с минимальным счётом.
После успешной еврокубковой кампании Асановича за 600 тысяч фунтов приобрёл английский «Дерби Каунти», за который также выступал другой представитель сборной Хорватии — Игор Штимац. В сезоне 1996/1997 Асанович помог «Дерби» занять 12-е место в Премьер-лиге, запомнившись болельщикам яркой и нестандартной игрой и финтами. Он забил 4 гола в 34 матчах первого для себя розыгрыша английского чемпионата. Хорват впоследствии заявил, что тот сезон стал для него одним из лучших в карьере. Наставник «Арсенала» Арсен Венгер называл Алёшу одним из лучших полузащитников Европы. Однако в следующем сезоне хорват перестал проходить в основной состав команды из-за лимита на легионеров: три разрешённых места занимали Штимац, эстонский вратарь Март Поом и коста-риканский форвард Пауло Ванчопе. Сыграв к наступлению зимы всего в 4 матчах чемпионата, Асанович, старавшийся проявить себя, чтобы попасть в заявку сборной на чемпионат мира 1998 года, перешёл в итальянский «Наполи».
Неаполитанцы рассчитывали, что с приходом опытного хорватского футболиста дела команды, боровшейся за то, чтобы остаться в Серии А, наладятся. Тренер клуба Джованни Галеоне также лестно отзывался об игроке и его сильных сторонах. 21 декабря 1997 года Асанович дебютировал за «Наполи» в матче против «Сампдории», закончившемся поражением «голубых» со счётом 3:6. Приход Алёши не улучшил результаты команды, и за первые 9 встреч с ним в составе неаполитанцы не выиграли ни одной, 7 раз уступив соперникам и два раза сведя поединки к ничейному исходу. По итогам чемпионата «Наполи», проведший один из худших в своей истории сезонов, вылетел в Серию Б, заняв последнее место в таблице. Хорват, тем не менее, набрал неплохую форму к концу розыгрыша и в итоге был вызван на чемпионат мира.
В 1998 году Асанович присоединился к греческому «Панатинаикосу». Он стал любимцем местной публики. За два сезона в составе «зелёных» он сыграл 44 встречи и отличился в них 9 раз. Особенно запоминающимся получился его гол в ворота «Ариса», забитый после удара примерно с 40 метров. В 2000 году Алёша перешёл в «Аустрию», однако так и не вышел на поле в её футболке: из-за полученной травмы в игре сборной против французов Асанович выбыл на долгий срок, и по соглашению сторон его контракт с австрийским клубом был расторгнут.
В 2001 году Асанович провёл 4 матча за австралийский «Сидней Юнайтед», а также выступал за «Торонто Кроэйша». Оба этих клуба основаны хорватскими эмигрантами. Летом он вернулся в сплитский «Хайдук» и сыграл за него два матча: в квалификации Лиги чемпионов против «Ференцвароша» и в чемпионате против «Вартекса». Всего за карьеру в футболке этой команды он провёл 356 матчей и забил 108 голов во всех турнирах. В декабре того же года он объявил о завершении карьеры.

### В сборной
25 марта 1987 года Асанович провёл дебютный матч за сборную Югославии, соперником «плави» были австрийцы. 29 апреля он вышел на поле в игре отборочного этапа Евро-1988 против Северной Ирландии. Третьим и последним поединком полузащитника за югославов стала товарищеская встреча с командой Италии 31 марта 1988 года.
В 1990 году ситуация в стране была напряженной. Хотя Хорватия на тот момент ещё оставалась частью СФРЮ, в октябре была созвана сборная Хорватии под руководством Дражана Ерковича для участия в матче против США. Игра состоялась 17 октября на стадионе «Максимир» в Загребе. С трибун за встречей наблюдали порядка 30 тысяч человек. Асанович добирался до матча на частном самолёте, так как во Франции, где он тогда выступал, шёл сезон. На 29-й минуте матча он выиграл борьбу за мяч в штрафной площади и точно пробил по воротам с близкого расстояния, открыв счёт. Таким образом, Алёша стал автором первого гола в истории сборной Хорватии. Примечательно, что параллельно той игре проходил финал чемпионата Европы среди футболистов не старше 21 года, в котором встречались команды Югославии и СССР. За первых в том матче выступали будущие звёзды сборной Хорватии: Давор Шукер, Звонимир Бобан, Ален Бокшич и другие.
Сборная Хорватии из-за войны до 1994 года участвовала только в товарищеских матчах. В 1994 команду допустили до отборочного турнира к Евро-1996. Хорваты вышли в основную часть, а Асанович сыграл в 8 матчах квалификации. В первом матче финального этапа против Турции Горан Влаович на 86-й минуте после паса Алёши забил победный гол. В следующем туре хорватам противостояли действующие чемпионы — датчане. «Шашечные» уверенно обыграли скандинавов со счётом 3:0, и Асанович вновь отдал голевую передачу, на этот раз — на Давора Шукера, который, приняв длинный перевод от Алёши, перекинул Петера Шмейхеля. Благодаря положительному результату Хорватия оформила выход в четвертьфинал, где ей противостояла сборная Германии. Немцы выиграли 2:1, и хорваты покинули турнир.
Асанович участвовал в отборе к ЧМ-1998 (8 матчей). В финальной части Алёша был незаменимым игроком «шашечных», составляя вместе с Робертом Просинечки и Звонимиром Бобаном мощное трио в центре поля. Во втором туре группового этапа в игре против Японии Асанович отдал голевой пас на Давора Шукера, чей мяч стал победным. В 1/8 финала в поединке с Румынией тот же Шукер реализовал заработанный Алёшей пенальти, а встреча завершилась минимальной победой хорватов. Взяв в четвертьфинале реванш у немцев за вылет с Евро-1996, Хорватия вышла в полуфинал, где её соперником стали французы. В начале второго тайма Шукер открыл счёт во встрече после великолепного паса Асановича, но Лилиан Тюрам вскоре оформил дубль и вывел французов в финал. В матче за третье место Хорватия обыграла Нидерланды и стала бронзовым призёром мундиаля.
В квалификации к Евро-2000 Асанович провёл 8 встреч, но «шашечные» не вышли из отборочной группы. Последний матч за сборную он провёл 28 мая 2000 года. Соперником хорватов в нём была национальная команда Франции. Всего за сборную Алёша сыграл 62 раза и забил 3 гола.
Асанович считается одним из лучших хорватских игроков своего поколения. По мнению многих экспертов и журналистов, именно в национальной команде он проявил себя наилучшим образом и демонстрировал самый качественный футбол в своей карьере.

## После завершения карьеры
В начале 2000-х Асанович вошёл в состав совета директоров «Хайдука». Он вместе с Игорем Штимацом, Аленом Бокшичем и Славеном Биличем инвестировал в клуб, чтобы недопустить его банкротства. С 2004 по 2006 год Алёша работал в штабе Билича в молодёжной сборной Хорватии, а затем вместе с ним перешёл в главную команду страны, где проработал помощником Славена шесть лет. В 2012 году Билич возглавил московский «Локомотив», и Асанович последовал за ним и в Россию. Асанович также некотрое время работал в клубе «Дунайска Среда» техническим директором, возглавлял клуб хорватских эмигрантов «Мельбурн Найтс» и входил в штаб « Аль-Иттихада».
В 2021 году он начал работать в штабе сборной Замбии. В январе следующего года после увольнения Бестона Чамбеши возглавил команду.

## Стиль игры
Асанович обладал отличной техникой владения мячом и нередко демонстрировал в игре нестандартные движения и финты, за что полюбился болельщикам. Он имел превосходное видение поля, благодаря чему часто записывал на свой счёт голевые передачи. Рабочая нога — левая. Обладая мощным и точным ударом издали, а также умением сделать точный пас на любое расстояние, Асанович являлся штатным исполнителем штрафных ударов. Арсен Венгер называл его одним из лучших полузащитников Европы.
За свою манеру бега с расставленными в стороны локтями Алёша получил прозвище «Огненный локоть» (хорв. Vatreny Lakat), которое сопровождало его всю карьеру.

## Личная жизнь
Женат, есть двое детей: сын Антонио и дочь Анна-Мария. Антонио — профессиональный футболист, выступал в чемпионате Хорватии, Ана-Мария — известный дизайнер одежды.
В 2003 году в соавторстве с публицистом Андрием Качичем Карлином написал книгу про первые 10 лет существования сборной Хорватии, которая получила название «Vatreni Lakat» (рус. Огненный локоть).